# Le Boucanier du roi
Le Boucanier du roi est le second tome de la série de Les Nouvelles Chroniques de Krondor appelée aussi L'Entre-deux-guerres par Raymond E. Feist.

## Résumé
Pour l'endurcir et le forger à ses futures responsabilités, le prince Arutha décide d'envoyer son fils Nicholas au duché de Crydee, sur la côte sauvage auprès de son oncle Martin. C'est ainsi que Nicholas et Harry (son jeune écuyer et ami) partent pour Crydee, en compagnie d'Amos Trask, Ghuda le mercenaire et Nakor l'isalani. 
Tout est tranquille et se passe bien pendant quelque temps : Nicholas sert d'écuyer au duc Martin et Harry au jeune Marcus (fils de Martin). Mais un jour, des esclavagistes attaquent Crydee et les villes alentour. Briana, la duchesse, est tuée ; Margaret (la fille de Martin) et Abigael (sa suivante) sont faites prisonnières.
Nicholas décide d'aller les secourir, accompagné d'Amos, Harry, Marcus, Nakor, Ghuda, Calis (le fils de Tomas et Aglaranna) et d'Anthony (jeune magicien amoureux de Margaret), ils arrivent aux îles du couchant, à Port-Liberté. Amos passe un accord avec les pirates, annexant ainsi les îles du couchant au Royaume des Isles. On y fait aussi la rencontre de Brisa, une jeune mendiante, qui leur indique l'emplacement d'un bateau qui a à son bord des gens du royaume. Mais ce bateau lève l'ancre et vogue vers l'ouest de la mer sans fin.
L'Aigle royal (le bateau d'Amos) le suit donc, c'est ainsi que les hommes du royaume découvrent le continent du bout du monde : Novindus. Nicholas découvre un complot de grande envergure commandé par les Panthatians (les hommes serpents) qui veulent anéantir le Royaume pour récupérer la Pierre de Vie à Séthanon. Nicholas réussit grâce à ses amis à sauver les hommes du Royaume, à rentrer à Krondor et à déjouer les plans des Panthatians. Plan qui consiste à envoyer des créatures magiques ayant pris l'apparence des hommes des Isles pour propager la peste à travers le Royaume.